# Espinal (Navarra)
Espinal (baskisch Aurizberri) ist ein Ort am Jakobsweg im baskischsprachigen Teil der Autonomen Gemeinschaft Navarra in Spanien. Administrativ gehört der Ort zur Gemeinde Erro.
Theobald II. von Navarra gründete den Marktflecken 1269, „um den frommen Pilgern zwischen Ronceveaux und Viscarret einen weiteren Platz zur Erholung anzubieten, und als Wachtposten gegen die häufigen Attacken, die sich an so verlassenen Orten ereignen“. Auf Baskisch erhielt der Ort den Namen Neu-Auritz (Auritz-berri). Eine Büste im Dorf erinnert heute an den Gründer.
Im Dorf, dessen Häuser oft mit einem in Stein gehauenen Familienwappen geschmückt sind, gibt es eine moderne Kirche, die dem Apostel Bartholomäus gewidmet und nicht ganz frei von monumentalen Zügen ist.
Zwischen Espinal und Viscarret liegt am Jakobsweg der Pass Puerto de Mezkiritz (922 m).